# Louis Bolognini
Pour les articles homonymes, voir Bolognini.
Louis Bolognini (Ludovico Bolognini en italien ou Ludovicus Bologninus en latin, né en 1447 à Bologne et mort le 26 juillet 1508 à Florence) est un jurisconsulte et diplomate italien.

## Biographie

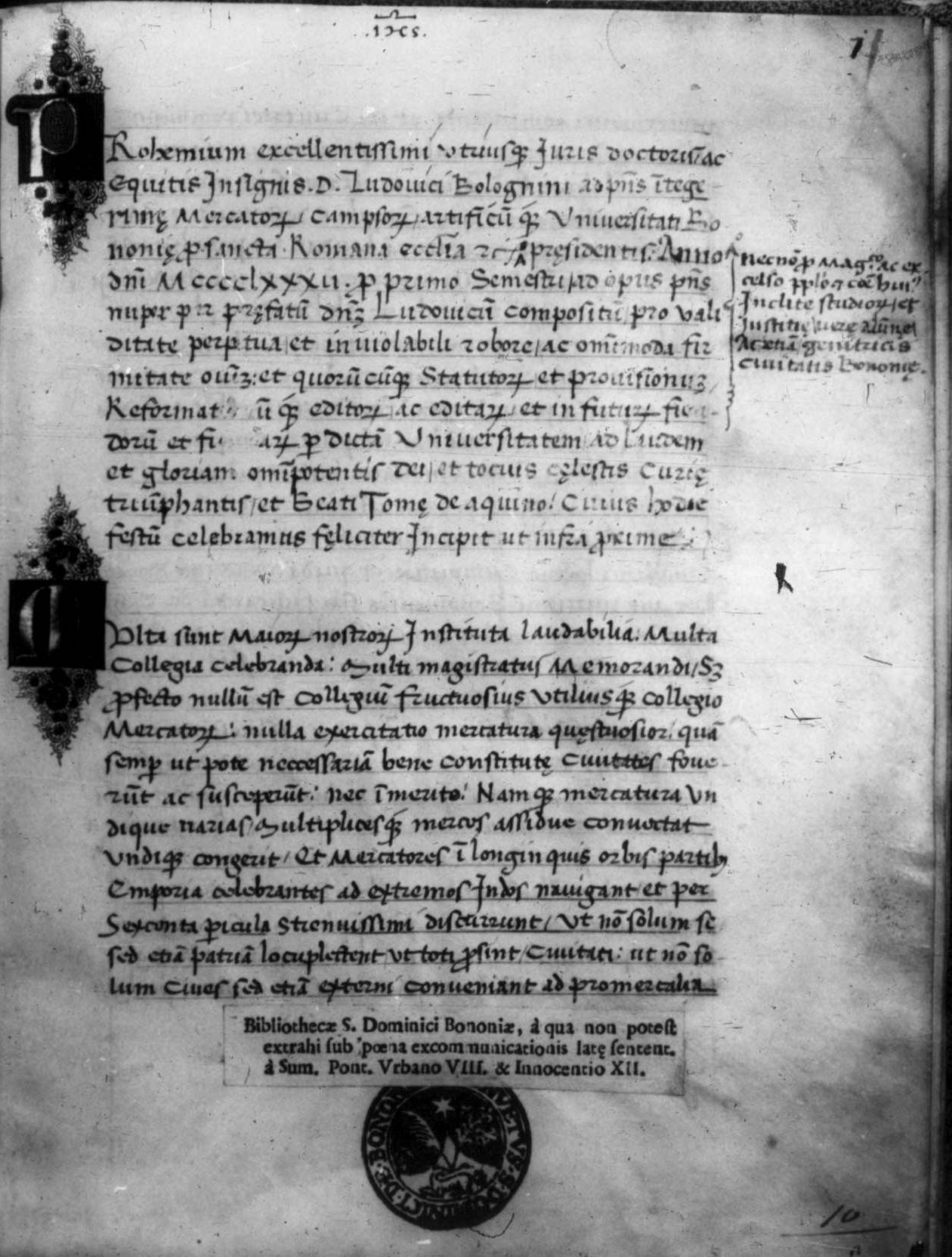
Consilium super Statutis Universitatis Mercatorum Bononiae, manuscrit, 1482

Louis Bolognini naît en 1447 à Bologne en Italie. Un de ses maîtres est le juriste Alessandro Tartagni. Une fois ses études complétées, il enseigne le droit à l'université de Ferrare.
En 1470, il retourne à Bologne pour occuper la fonction de juge. Parent du pape Innocent VIII, il est nommé diplomate ; il œuvre entre autres auprès du roi français Charles VIII et du duc de Milan.
En 1490, il écrit à Ange Politien pour obtenir des précisions sur l'étude qu'il mène sur les Pandectes de Pise-Florence (partie du Corpus juris civilis publié du temps de l'empereur byzantin Justinien). En 1501-1502, Bolognini déménage à Florence où il commence à rédiger une liste de différences entre la Vulgate et les Pandectes. Cependant, il ne maîtrise pas le latin ancien et ses connaissances de la philologie sont lacunaires.
En 1502, Jules II le nomme sénateur de Bologne. Un an plus tard, Bolognini est nommé gonfalonier.
Il meurt à 26 juillet 1508 à Florence en Italie des suites d'une maladie.

## Œuvres

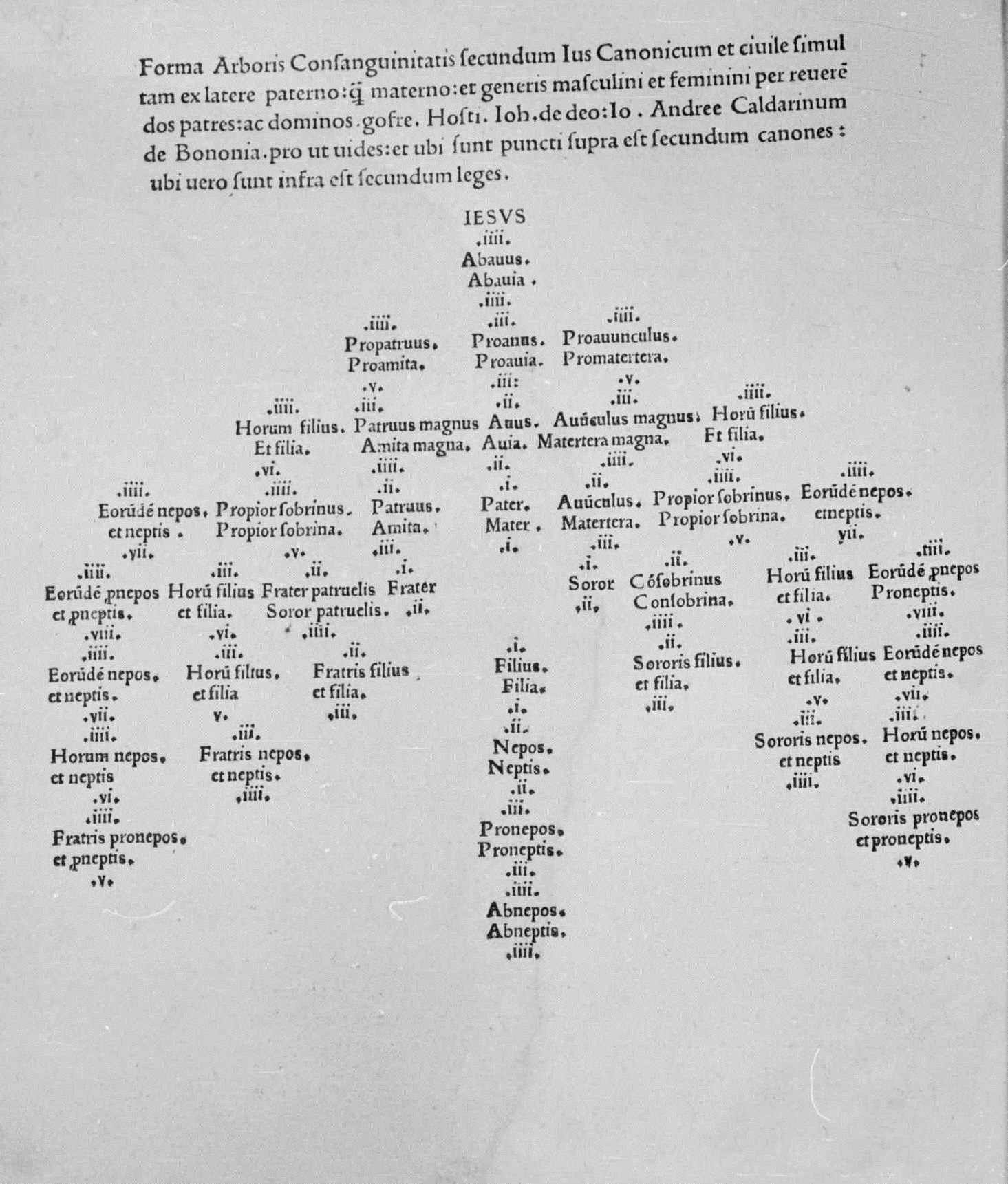
Forma arboris consanguinitatis secundum ius canonicum et civile, 1489

- Emendationes juris civilis (une tentative de corriger le Corpus juris civilis publié à l'époque de l'empereur byzantin Justinien)
- Copia brevis emanati a Innocentio pontifico maximo octavo, in confirmationem et approbationem aurei et singularis privilegii Theodosiani...
- Privilegium totum aureum iamdiu concessu regiae... per ... Theodosium secundum